# Bătălia de pe Neva
Bătălia de pe Neva (în rusă Невская битва, Nevskaia bitva, în suedeză slaget vid Neva) s-a dat între Republica Novgorodoului și armatele suedeze pe râul Neva, lângă așezarea Ust-Ijora, la 15 iulie 1240. Scopul invaziei suedeze era probabil acela de a cuceri gurile Nevei și orașul Ladoga și, deci, cea mai importantă parte a drumului comercial dintre varegi și greci, care se afla sub controlul Novgorodului de peste o sută de ani. Bătălia a făcut parte din războiul medieval suedo-novgorodean.

## Izvoarele rusești
Despre această bătălie se știe doar din izvoarele istorice rusești. Principala sursă care atestă bătălia este Primul Letopiseț al Novgorodului din secolul al XIV-lea. Conform cronicii, la primirea veștii despre înaintarea flotei suedeze, tânărul cneaz de 20 de ani Aleksandr Iaroslavici din Novgorod a plecat cu mica sa armată în întâmpinarea dușmanului, pentru a-l opri înainte să ajungă la lacul Ladoga. Cronica descrie bătălia după cum urmează:
| “ | Șvezii au venit cu mare oaste, și norvegieni și finlandezi și tavastieni cu multe corăbii, șvezii cu craiul lor și cu episcopii, și s-au așezat pe Neva, la gurile Ijorei, vrând să ia Ladoga, și ca să grăiesc puțin, Novgorodul cu toate pământurile sale. Dar tot ne-a apărat Domnul milostiv și iubitor de oameni și ne-a adăpostit de străini, și a venit vorba în Novgorod că șvezii vin pe mare către Ladoga; dar cneazul Aleksandr nu a stat pe gânduri, ci a mers în fața lor cu novgorodeni și oameni din Ladoga și i-a biruit cu ajutorul Sfintei Sofia și prin rugăciunile Maicii Domnului Fecioara Maria, pe 15 iulie, în amintirea lui Kirik și Ulita, duminică, [în aceeași zi când] cei 630 de sfinți părinți au ținut un sfat la Chalcedon; și a fost o mare adunare de șvezi; și căpitanul lor pe nume Spiridon a murit acolo; dar unii au zis că chiar și episcopul a fost tăiat; și au căzut mulți din ei; și când au încărcat două corăbii cu trupurile celor de neam mare, le-au dat drumul pe mare; dar ceilalți, care erau fără număr, i-au aruncat într-o groapă, pe care au astupat-o, și mulți alții au fost răniți; și în aceeași noapte au plecat, fără să aștepte lumina zilei de luni, cu rușine. Din novgorodeni au căzut acolo: Konstantin Lugotinici, Iuriata Piniașcinici, Namest Drocilo, Nesdîlov sîn Kojevnici, dar cu cei din Ladoga nu mai mult de 20, Dumnezeu știe. Dar cneazul Aleksandr s-a întors acasă cu novgorodenii și cu cei din Ladoga, toți bine, apărați de Dumnezeu și de Sfânta Sofia și de toate rugăciunile celor sfinți. | ” |

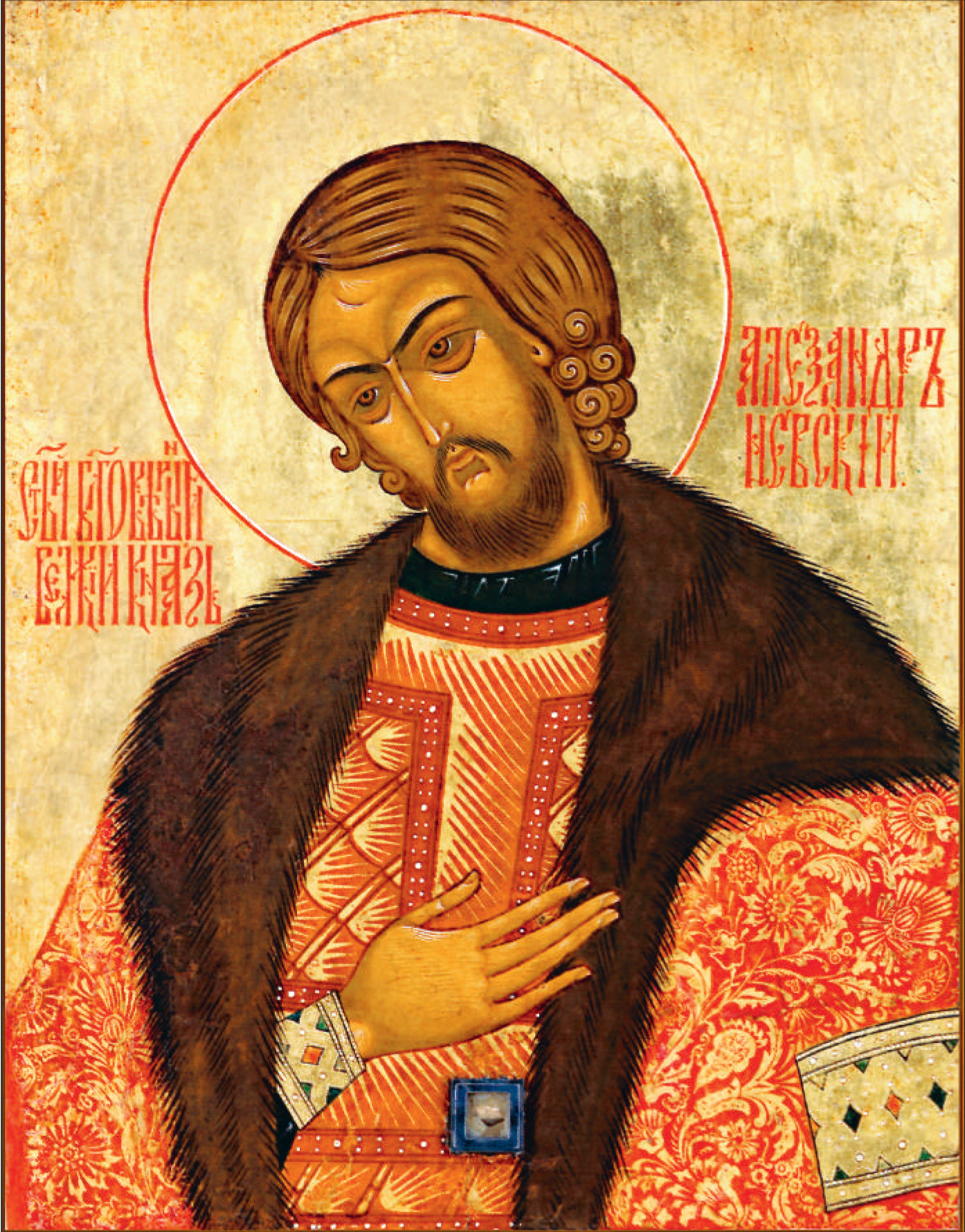
Bătălia de la Neva a contribuit la canonizarea ulterioară a lui Aleksandr.

O versiune din secolul al XVI-lea a bătăliei dădea mult mai multe detalii, ducând conflictul la proporții biblice, dar altfel urmărind evenimentele descrise anterior.
Ulterior, cneazul Aleksandr Iaroslavici a fost poreclit „Nevski” (de la Neva) pentru această importantă victorie. Doi ani mai târziu, Aleksandr a oprit o altă invazie a Cavalerilor Livonieni în bătălia de pe gheață. În ciuda victoriilor, novgorodenii nu au mai înaintat spre vest în Finlanda sau Estonia.

## Izvoarele suedeze
Din izvoarele suedeze lipsește orice referire la bătălia de pe Neva. Aceasta ar fi putut fi rezultatul grelei înfrângeri suferite de suedezi, dar motivele pot fi altele mai complexe.

### Situația în Suedia
De la moartea regelui Ioan în 1222, Suedia a fost de facto în război civil până în 1248 când Birger Jarl a reușit să cucerească puterea în regat. Lupta se dădea între cei care doreau să păstreze vechile structuri tribale, gruparea folkung pe de o parte, și rege, susținut de biserică, pe de altă parte. Folkungii, în principal proveniți din regiunea Uppland, se opuneau centralizării puterii, taxării suedezilor din Uppland, și privilegiilor bisericești. Ei reușiseră să-l detroneze temporar pe rege în 1229, dar au fost obligați să cedeze cinci ani mai târziu, nefiind însă învinși cu totul. Upplandul a rămas o regiune aproape independentă față de rege, iar zonele sale nordice au continuat să rămână în mâinile folkungilor. Armistițiul a persistat până în 1247, când revolta folkungilor a fost oprită la bătălia de la Sparrsätra iar liderul acestora a fost decapitat un an mai târziu.
Mai mult, Suedia era în pragul războiului cu Norvegia încă de la expediția norvegiană în Värmland din 1225. Relațiile s-au îmbunătățit abia după tratatul de la Lödöse din 1249, alcătuit de proaspătul lider Birger Jarl. Înainte de tratat, Norvegia a fost aliată cu folkungii, dându-le adăpost și ajutor de oameni și arme.
În această situație, pare puțin probabil ca Suedia să fi putut organiza o mare expediție împotriva Novgorodului. Nu se știe ca suedezii să fi efectuat vreo altă campanie militară între 1222 și 1249, ceea ce face ca afirmațiile despre apariția lor pe malurile Nevei împreună cu norvegienii ca aliați să fie îndoielnică.

### Teorii
Luând în calcul aceste fapte, într-o lucrare destinată publicului larg, s-a sugerat că expediția suedeză ar fi fost un rezultat indirect al depeșei papale din 1237 transmisă arhiepiscopului suedez din Uppsala. Scrisoarea cerea explicit o cruciadă, nu împotriva Novgorodului, ci împotriva tavastienilor din Finlanda, care ar fi pornit lupta împotriva bisericii. În postura sa dificilă, regele poate că nu ar fi fost dornic sau capabil să acționeze, dar scrisoarea ar fi putut da folkungilor o ocazie de a recuceri o parte din gloria lor din Epoca Vikingilor. Liberi să acționeze fără amestecul regelui, folkungii ar fi putut să strângă singuri armată, să primească voluntari din Norvegia și chiar ajutor din partea lui Thomas, episcopul independent al Finlandei, care era constant amenințat de atacuri dinspre est. În loc de Tavastia, acest amestec de interese și naționalități ar fi putut să se îndrepte spre mai profitabila zonă a Nevei. În posibilele urmări ale acestei bătălii, regele Norvegiei l-ar fi abordat pe omologul său suedez în 1241 pentru tratative de pace, dar ar fi fost refuzat deocamdată.
Alte cercetări recente au pus la îndoială importanță bătăliei, considerând-o o simplă ciocnire de frontieră exacerbată în scopuri politice, ceea ce ar explica și absența ei din izvoarele suedeze sau occidentale.
Există și multe alte teorii. Unii istorici au sugerat că armata suedeză era deja sub comanda foarte tânărului Birger Jarl, cu opt ani înainte de a fi numit jarl. S-a sugerat și că suspectele informații privind participarea norvegienilor, finlandezilor și tavastienilor la bătălie ar fi fost inventată în secolul al XIV-lea, când a fost scris Letopisețul Novgorodului, când Suedia controla deja Norvegia, Finlanda și Tavastia.

### Urmări
Prima expediție militară cunoscută a suedezilor împotriva Novgorodului după evenimentele de pe Neva a avut loc în 1256, după căderea folkungilor, pacea cu Norvegia și cucerirea Finlandei. Dacă bătălia de pe Neva a avut vreo consecință pe termen lung, aceasta ar fi hotărârea suedezilor de a cuceri Finlanda înainte de a mai înainta spre răsărit.